# Anchocoema
Anchocoema is een geslacht van rechtvleugeligen uit de familie Proscopiidae. De wetenschappelijke naam van dit geslacht is voor het eerst geldig gepubliceerd in 1939 door Mello-Leitão.

## Soorten
Het geslacht Anchocoema omvat de volgende soorten:
- Anchocoema argentina Piza, 1960
- Anchocoema bidentata Mello-Leitão, 1939
- Anchocoema birabeni Mello-Leitão, 1939
- Anchocoema ceai Tapia, 1977
- Anchocoema illudens Mello-Leitão, 1939
- Anchocoema moricata Mello-Leitão, 1939
- Anchocoema nigroornata Piza, 1960
- Anchocoema ogloblini Mello-Leitão, 1941
- Anchocoema perplexa Mello-Leitão, 1939
- Anchocoema subalata Mello-Leitão, 1939